# دونالد سيمونز
دونالد سيمونز (بالإنجليزية: Donald Symons)‏ هو عالم إنسان أمريكي، ولد في 5 يونيو 1942.